# USS Indianapolis (SSN-697)
Pour les autres navires du même nom, voir USS Indianapolis.
L'USS Indianapolis (SSN-697) est un sous-marin nucléaire d'attaque de classe Los Angeles en service dans l'US Navy de 1980 à 1998.

## Histoire
Construit au chantier naval Electric Boat de Groton, l'Indianapolis  entre en service le 5 janvier 1980. Lors de la cérémonie, plusieurs marins de l'ancien croiseur Indianapolis sont présents.
Le 22 décembre 1998, l'Indianapolis est retiré du service et rayé des listes. Tout comme lors de son lancement, de nombreux survivants du naufrage du croiseur de la Seconde Guerre mondiale sont présents.